# Aedes fulgens
Aedes fulgens är en tvåvingeart som först beskrevs av Edwards 1917.  Aedes fulgens ingår i släktet Aedes och familjen stickmyggor. Inga underarter finns listade i Catalogue of Life.